# Cicerbita nepalensis
Cicerbita nepalensis là một loài thực vật có hoa trong họ Cúc. Loài này được Kitag. mô tả khoa học đầu tiên năm 1979.